# 로버트 저메키스
로버트 저메키스(영어: Robert Lee Zemeckis, 1952년 5월 14일 ~ )는 미국의 영화 감독, 영화 프로듀서, 영화 각본가이다. 대표작으로 아카데미 각본상에 노미네이트되었던《백 투 더 퓨쳐》와 아카데미 감독상을 수상했던 《포레스트 검프》, 《콘택트》, 《캐스트 어웨이》, 《하늘을 걷는 남자》 등을 꼽을 수 있다.

## 작품 목록
- 당신 손을 잡고 싶어 (1978)
- 중고차 소동 (1980)
- 로맨싱 스톤 (1984)
- 백 투 더 퓨처(1985)
- 누가 로저 래빗을 모함했나(1988)
- 백 투 더 퓨처 2(1989)
- 백 투 더 퓨처 3(1990)
- 포레스트 검프(1994)
- 콘택트(1997)
- 캐스트 어웨이(2000)
- What lies beneath (2000)
- 폴라 익스프레스(2004)
- 베오울프 (2007)
- 크리스마스 캐롤(2009)
- 플라이트(2012)
- 하늘을 걷는 남자(2015)
- 브라운 박사 세상을 구하다 (단편, 2015)
- 얼라이드 (2016)
- 웰컴 투 마웬 (2018)
- 마녀를 잡아라 (2020)
- 피노키오 (2022)
- 히어 (2024)

## 같이 보기
- 시네마스코어